# Simulium donovani
Simulium donovani är en tvåvingeart som beskrevs av Vargas 1943. Simulium donovani ingår i släktet Simulium och familjen knott. Inga underarter finns listade i Catalogue of Life.